# Bärfåglar
Bärfåglar (Paramythiidae) är en liten familj inom ordningen tättingar. Arterna som är endemiska för Nya Guinea placerades tidigare i familjen bärpickare (Melanocharitidae). 
Familjen omfattar tre arter i två släkten.
- Mesbärfågel (Oreocharis arfaki)
- Östlig tofsbärfågel (Paramythia montium)
- Västlig tofsbärfågel (Paramythia olivacea)